# آلبرتو گالو (بازیکن فوتبال)
آلبرتو گالو (انگلیسی: Alberto Gallo؛ زادهٔ ۲۸ آوریل ۱۹۷۵) بازیکن فوتبال اهل ایتالیا است.
از باشگاه‌هایی که در آن بازی کرده‌است می‌توان به باشگاه فوتبال پادوا اشاره کرد.